# Лещиць (герб)
Лещиць, Лещич або Оборіг (пол. Leszczyc, Bróg, Brożek, Brożyna, Laski, Wyszowie) — шляхетський герб польського походження. Один з найдавніших польських гербів, початок його відносять до XI століття. Герб зображується, серед інших польських та українських шляхетських гербів в перших загальноєвропейських гербовниках Гербовнику Беленвіля та «Гербовнику Золотого Руна»

## Назви
- Ласка (фр. Liaska[1], пол. Laska) — згадується в «Гербовнику Золотого Руна».

## Опис
На червоному полі оборіг із золотим дахом і 4-ма срібними палями. Нашоломник з павиного пір'я, на якому повторюється та ж фігура в непрямому положенні, дахом праворуч, а основою стовпів ліворуч.

## Гербовники
Зображений у «Гербовнику Золотого Руна» (1430—1461) у групі гербів шляхти Польського королівства, у другому ряді, під гербом із руським левом: у червоному готичному щиті золотий оборіг на чотирьох золотих палях; над щитом підпис le S[eigneur]. de Liaſka (Ляска, Ласка).

## Роди
| Б - Баленцькі (Balęcki) - Біленські (Białęski) - Білецькі (Białecki) - Бегановські (Bieganowski) - Беганські (Biegański) - Бездровські (Biezdrowski) - Бервенські (Bierzwieński) - Бітнери (Bitner) - Біянські (Bijański) - Боґуші (Boguszi) - Бойковські (Bojkowski) - Болемовські (Bolemowski) - Болімінські (Bolimiński) - Бончковські (Bonczkowski) - Боньчковські (Bończkowski) - Бошловський (Boszlowski) - Брожини (Brożyna) В - Валішевські (Waliszewski) Г - Габаревські (Gabarzewski) - Гавришеві (Hawryszew) - Гавришенки (Hawryszenko) - Гебаревські (Gąbarzewski) - Гелтовські (Giełtowski) - Гербсти (Herbst) - Глодецькі (Głodecki) - Голи (Holy) - Голутовські (Gołutowski) - Гостеєвські (Gościejewski) - Грабьонки (Grabionka) - Грабянки (Grabianka) - Гултовські (Gułtowski) - Густовичі (Gustowicz) - Гутовські (Gutowski) Д - Дарновські (Darnowski) - Добрицькі (Dobrzycki) - Доковський (Dokowski) - Доновські (Donowski) - Доноські (Donoski) К - Качлінські (Kaczliński) - Кармазиновичі (Karmazynowicz) - Клоновські (Klonowski) - Коруновські (Korunowski) - Коссовські (Kossowski) - Костецькі (Kostecki) - Кошутські (Koszutski) - Кошуцькі (Koszucki) - Кошцелець (Kościelec) - Кретовичі (Kretowicz) - Крекотовські (Krzekotowski) - Кришковські (Krzyszkowski) - Кротовські (Krotowski) - Кротоські (Krotoski) - Кротошинські (Krotoszyński) - Курановські (Kuranowski) - Куяви (Kujawa) Р - Рисіньські Ф - Фаленцькі (Falęcki) Х - Хмеленські (Chmieleński) - Хмелінські (Chmieliński) - Ходоровські (Chodorowski) - Хойницькі (Chojnicki) - Хржипські (Chrzypski) - Хрипські (Chrypski) Я - Яновські (Janowski) - Ясенецькі (Jasieniecki) - Ясколди (Jaskołd) - Яскольди (Jaskold) - Яскольські (Jaskolski) - Яскульські (Jaskólski) |